# Safwan
Safwan – miasto w Iraku, w muhafazie Al-Basra. W 2009 roku liczyło 20 995 mieszkańców.